# What a Waster
Singles de The Libertines
Up the Bracket
(2002)
What a Waster est le premier single du groupe britannique The Libertines. La chanson fait aussi partie de l'album Up the Bracket.
Dans le contexte de la chanson, le terme waster définirait un individu faisant un usage abusif de drogues et aurait un sens similaire au mot junkie. À cause du langage osé des paroles, la chanson a été très rarement diffusée sur les chaînes de radio. 
Une reprise de la chanson a été faite par le musicien Adam Green qui est également un ami de Carl Barât.

## Liste des chansons

### CD
1. What a Waster
2. I Get Along
3. Mayday

### 7"
1. What a Waster
2. I Get Along

## Classement
| Hit (2002)       | Meilleure position |
| ---------------- | ------------------ |
| UK Singles Chart | 37                 |